# Teallite
La teallite è un minerale.